# Bitoma exarata
Bitoma exarata är en skalbaggsart som först beskrevs av Francis Polkinghorne Pascoe 1863.  Bitoma exarata ingår i släktet Bitoma och familjen barkbaggar. Inga underarter finns listade i Catalogue of Life.